# Comuna 4 (Duitama)
La Comuna 4, Norte, es una de las 8 comunas de la ciudad de Duitama en el departamento colombiano de Boyacá. Allí se encuentran importantes sitios educativos de la ciudad, tales como: el Colegio Guillermo León Valencia: Sede Integrado, el colegio más grande de Duitama. También se encuentran el Colegio Seminario Diocesano y el Campestre San Diego. Asimismo, otros sitios de interés ubicados en esta comuna son la iglesia de La Gruta y la quebrada Los Zorros .   

## División Política y Administrativa
Los nueve barrios pertenecientes a la comuna son:
Once de Mayo, La Gruta, Colombia, Libertador, Santander, Manzanares, Siratá, Progreso Sector Seminario y La Tolosa.
- Datos: Q5780371